# Croix de Javerne
Croix de Javerne är en bergstopp i Schweiz. Den ligger i distriktet Aigle och kantonen Vaud, i den sydvästra delen av landet, 90 km söder om huvudstaden Bern. Toppen på Croix de Javerne är 2 096 meter över havet.